# Flesh (roman)
Flesh este un roman științifico-fantastic american scris de Philip José Farmer. Lansat inițial în 1960 în Galaxy Science Fiction Novels, a fost a doua carte de ficțiune lungă a lui Farmer, după The Green Odyssey. Flesh are mai multe teme sexuale, așa cum este tipic primelor lucrări ale lui Farmer.

## Prezentare generală
În Flesh, Peter Stagg și un grup de astronauți părăsesc Pământul în secolul al XXI-lea. Datorită beneficiilor hipersomnului, aceștia se întorc pe planetă opt sute de ani mai târziu, în 2860. Ei găsesc o lume ciudată, locuită de culte păgâne și societăți bizare care locuiesc într-un peisaj ars, stâncos, cu excepția coastei estice, în cea mai mare măsură fertilă, a fostelor Statele Unite și a regiunii Carelia, cu pirați europeni din rămășițele Finlandei. Intrat în grupul majoritar feminin „Elk”, lui Stagg i se pun coarne  pe craniu și este botezat „Sunhero”. În acest rol, el devine un sclav sexual, forțat să întrețină relații sexuale cu practic fiecare membru al grupului, în special fecioare. Societatea este dominată de culte care se închină la zeițe, centrate pe „Marea Mamă Albă”, cunoscută sub numele de Columbia, precum și pe fiica ei adolescentă Virginia și pe zeița Alba, aducătoarea de moarte. Motivul principal al intrigii cărții este dialogul intern al lui Stagg, care se concentrează asupra implicațiilor morale, etice, spirituale și fizice ale acțiunilor sale. Cu toate acestea, atunci când se îndrăgostește cu adevărat pentru prima dată, obiectul afecțiunilor sale refuză să cedeze avansurilor sale fizice. În cele din urmă, Stagg, noua sa iubită Mary Casey, membrii rămași ai echipajului său și partenere și copii aleși, evadează încă o dată de pe Pământul primitiv dominat de neopăgâni, în drum spre o planetă locuibilă din sistemul planetar al stelei Vega. Cu toate acestea, deznodământul sugerează că acest lucru ar fi putut fi un plan al preoteselor în vârstă care controlează această societate matriarhală. 

## Reacție și analiză
Cartea a avut o primire lipsită de entuziasm din partea criticilor. În timp ce cei mai mulți s-au bucurat de stilul de scriere al lui Farmer, ei au simțit adesea că intriga era pur și simplu o scuză slabă pentru a lega între ele imagini teribile ale sexului grafic. Ediția revizuită și extinsă publicată la opt ani după lansarea originală a fost întâmpinată cu ceva mai multe laude, în mare parte datorită profunzimii percepute mai mari a intrigii.